# Farajnikte Partizaner Organizacje

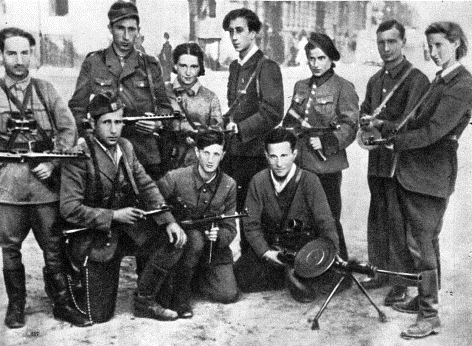
Aba Kovner (zadní řada uprostřed) s členy FPO ve Vilně

Farajnikte Partizaner Organizacje (v jidiš פֿאַראײניקטע פּאַרטיזאַנער אָרגאַניזאַציע‎, česky: Spojená partyzánská organizace), zkráceně nazývaná FPO, byla židovskou odbojovou organizací se sídlem ve vilenském ghettu, která organizovala ozbrojený odpor proti nacistům během druhé světové války. Tato ilegální organizace byla založena jak sionisty, tak i komunistickými partyzány jakožto opozice tamního Judenratu. Jejich vůdci byli spisovatel Aba Kovner a Jicchak Wittenberg.

## Založení organizace
FPO byla založena 21. ledna 1942 ve vilenském ghettu a vzala si za své motto: „Nedovolíme jim vzít nás jako ovce na porážku.“ Byla první židovskou odbojovou organizací založenou v ghettech nacisty okupované Evropy během druhé světové války, její příklad následovala odbojová organizace v Łachwském ghettu zformovaná v srpnu 1942. Na rozdíl od jiných ghett, kde byl odboj do nějaké míry koordinován vůdci tamější židovské komunity, byl případ FPO opačný, jelikož Jacob Gens, vůdce ghetta, kolaboroval s německými úřady a snažil se zastavit ozbrojený odboj. FPO zastřešovala dělnické sionisty, pravicové konzervativce, komunisty a bundisty. Byla vedena Jicchakem Wittenbergem, Josefem Glazmanem, a Abbou Kovnerem.
Cíli FPO bylo založení domobrany v ghettu, sabotáže německých průmyslových a vojenských aktivit a zapojení se do partyzánského a rudoarmějského boje proti nacistům. Abe (Abba) Kovner, velitel hnutí, byl spolu s dalšími sedmnácti členy místního sionistického levicově orientovaného mládežnického hnutí ha-Šomer ha-ca'ir umístěn v polském, katolickém konventu řádu dominikánek, ukrývaný před nacisty matkou představenou Annou Borkowskou, Spravedlivou mezi národy,, která jako první zásobovala odboj vilenského ghetta ručními granáty a jinými zbraněmi.

## Povstání
FPO v této misi neuspěl. Začátkem roku 1943 chytili Němci v nedalekém lese člena odboje a Judenrat v reakci na německé hrozby Wittenberga vydal gestapu. Fareynikte Partizaner Organizatsye následně zorganizovala povstání a byla schopná Wittenberga ozbrojeným bojem osvobodit a zorganizovat menší domobranu. Judenrat nemohl v jednání FPO po ultimátu obdržené od německé strany pokračovat a musel se rozhodout, jestli s povstáním skoncovat, nebo čelit vyhlazení. Judenrat také věděl o pašování zbraní do ghetta a když byl ve městě zatčen Žid za koupi revolveru, začali na FPO tlačit k ustoupení od ozbrojeného boje. Judenratu se úspěšně podařilo poštvat proti FPO obyvatelstvo ghetta, poukazujíc na jejich jednání, které nebralo ohledy na osudy civilního obyvatelstva pod německou správou. Jacob Gens kladl důraz na potřebu lidí starat se jeden o druhého a v době povstání řekl, že odboj obětovával dobro společenství. Vše skončilo konfrontací civilního obyvatelstva a samotných povstalců, kdy obyvatelé ghetta požadovali konec povstání a právo žít. FPO nebylo ochotné střílet na jiné Židy a 1. září bylo odzbrojeno a jeho členové zatčeni.
Když nacisté přišli ghetto později v roce 1943 zlikvidovat, členové FPO se znovu shromáždili. Gens z jedné strany převzal kontrolu nad touto likvidací, aby zajistil odchod Němců z ghetta, ale zároveň pomohl naplnit nacistické „kvóty na Židy“ těmi, kteří ozbrojeně povstali a to jak členů odboje, tak i řadových civilistů bránících se transportu. FPO se stáhla do lesa, kde se většina byla schopná spojit se sovětskými partyzány. Členové FPO se taktéž zúčastnili osvobozování Vilna Rudou armádou v červenci 1944.